# Solo (álbum de Ricardo Arjona)
Solo  es un álbum recopilatorio del cantautor guatemalteco Ricardo Arjona, grabado y publicado en 2004. Contiene algunas de sus canciones más populares en nuevas versiones grabadas principalmente con piano y la canción inédita "Asignatura Pendiente", quien anteriormente la versionó Ricky Martin, en su disco Almas Del Silencio (2003).

## Lista de canciones
1. "Te conozco"
2. "Desnuda"
3. "Mujeres"
4. "Lo poco que queda de mí"
5. "Porque es tan cruel el amor"
6. "Tu reputación"
7. "Asignatura pendiente"
8. "Olvidarte"
9. "Soledad"
10. "Si el norte fuera el sur"
11. "Realmente no estoy tan solo"
12. "Señora de las cuatro décadas"
13. "La mujer que no soñé"